# Audace (torpilleur)
Pour les articles homonymes, voir Audace (homonymie).
Le Audace  (indicatif visuel « AD ») était un destroyer (puis, plus tard, un torpilleur) italien, exemplaire unique de sa classe, lancé en 1916 pour la Marine royale italienne (en italien : Regia Marina).

## Conception et description
Cet exemplaire unique avait 87,6 mètres de longueur hors-tout, une largeur de 8,4 mètres et un tirant d'eau de 2,8 mètres. Il déplaçait 1 250 tonnes à charge normale et 1 364 tonnes à pleine charge. Son équipage était composé de 118 officiers, officiers mariniers et matelots.
L'Audace était propulsé par deux turbines à vapeur, chacune entraînant un arbre d'hélice et utilisant la vapeur fournie par trois chaudières. La puissance nominale des turbines était de 22 000 chevaux-vapeur (16 400 kW) pour obtenir une vitesse de 30 nœuds (55 km/h) en service. Il avait une distance franchissable de 2 180  nautique (1 364 km) à une vitesse de 15 noeuds (28 km/h).
Son artillerie principale était composée de 7 canons modèle 1914 Schneider/Ansaldo de 102/35 mm dans les systèmes jumelés. La défense antiaérienne (AA) de Audace était assurée par 2 pièces simples Vickers-Armstrong de 40/39 mm. Il était équipé de 4 tubes lance-torpilles de 450 millimètres sur deux plateformes doubles au milieu du navire, avec un stock de 8 torpilles. LAudace était également équipé du système de torpille remorquée anti sous-marins de type Ginocchio et de systèmes défensifs composés de 2 paravanes type C pour le dragage courant.

## Construction et mise en service
L'Audace est construit par le chantier naval Yarrow Shipbuilders à Glasgow en Écosse et mis sur cale le 1er octobre 1913. Il est lancé le 27 septembre 1916. Il est achevé et mis en service le 23 décembre 1916. Il est commissionné le même jour dans la Regia Marina.

## Histoire de service

### Le nom
La première unité italienne à porter le nom de Audace était le destroyer Audace construit dans le chantier naval Orlando de Livourne, achevé en 1914 et coulé en 1916 à la suite d'une collision.
Le nom Audace a ensuite été porté par le destroyer lance-missiles Audace, navire de tête de la classe du même nom, qui a été désarmé en 2006 et qui a reçu le drapeau de combat de la municipalité de Trieste comme preuve de son lien avec la ville de Trieste.

### Vie opérationnelle
Commandé en 1913 au chantier naval de Yarrow par la Marine impériale japonaise, il aurait dû à l'origine appartenir à la classe Urakaze et être nommé Kawakaze,,. Ses caractéristiques de conception présentaient quelques différences substantielles avant ce qu'elles étaient après les modifications de la Regia Marina : déplacement standard de 907 tonnes et pleine charge de 1 085 tonnes, armement d'un canon de 120/45 mm, de quatre tubes lance-torpilles de 80/40 mm et de quatre tubes lance-torpilles de 450 mm.

### Première Guerre mondiale
En 1916, cependant, le Kawakaze, encore en construction, est acheté par la Regia Marina pour pallier le manque de torpilleurs et pour sa vitesse élevée, pour l'époque, de 30 nœuds (55 km/h),,. Dans un premier temps, il est décidé de l'appeler Intrepido, nom porté auparavant par un destroyer coulé en 1915 par un tir de mine, mais le choix se porte finalement sur le nom Audace, porté par un destroyer coulé par éperonnage à l'été 1916 comme on l'a vu plus haut.
Achevé pour la Regia Marina, l'Audace présente quelques modifications par rapport au projet initial, comme un déplacement plus important et un armement d'artillerie entièrement revu. Elle s'avère être une bonne unité, robuste et manœuvrable,.
Après son achèvement, le navire, toujours sans armement, est transféré à Naples où il arrive le 9 janvier 1917, recevant l'armement. En mars, il est envoyé à Brindisi, escortant les sous-marins H 1 et H 2 (tout juste arrivés du Canada où ils ont été construits) de Messine à Tarente.
Le navire prend une part active à la Première Guerre mondiale dans le nord de l'Adriatique, effectuant un service très intense.
Le 11 mai 1917, il quitte Venise sous le commandement du capitaine de frégate (capitano di fregata) Piazza, avec les destroyers Animoso, Ardente, Ardito et Giuseppe Cesare Abba, pour intercepter un groupe de torpilleurs austro-hongrois (le destroyer SMS Csikós et les torpilleurs 78 T, 93 T et 96 T) qui est repéré à 15h30, à une distance d'environ 10 000 mètres ; mais comme les deux formations sont entre-temps arrivées non loin de Pula, une importante base navale austro-hongroise, les unités italiennes font demi-tour et reviennent à Venise..
Dans la nuit du 13 au 14 août de la même année, le navire quitte Venise avec les destroyers Animoso, Ardente, Abba, Vincenzo Giordano Orsini, Giovanni Acerbi, Giuseppe Sirtori, Francesco Stocco, Carabiniere et Pontiere pour affronter un groupe de navires ennemis - les destroyers SMS Streiter, SMS Réka, SMS Velebit, SMS Scharfschütze et SMS Dinara et 6 torpilleurs - qui ont soutenu un raid aérien contre la forteresse vénitienne. Cependant, seul le Orsini réussit à établir un contact bref et fugace avec les navires autrichiens.
Le 29 septembre 1917, le navire - chef d'escadron, sous le commandement du capitaine de frégate (capitano di fregata) Arturo Ciano - prend la mer avec le Ardente, le Arditoet une deuxième formation (le croiseur éclaireur Sparviero, les destroyers Abba, Acerbi, Stocco et Orsini) pour appuyer un bombardement effectué par 10 avions contre Pula. La formation italienne a ensuite un bref affrontement dans la soirée avec une formation austro-hongroise (destroyers SMS Turul, SMS Velebit, SMS Huszar et SMS Streiter et 4 torpilleurs), sans obtenir de résultats significatifs.
Le 16 novembre 1917, il est envoyé, avec le Orsini, le Acerbi, le Stocco, le Ardente et le Abba, pour contrer le bombardement effectué par les cuirassés austro-hongrois SMS Wien et SMS Budapest contre les batteries d'artillerie et les lignes italiennes à cet endroit : les destroyers soutiennent l'attaque des MAS 13 et 15 qui, avec celles des avions et des sous-marins F 11 et F 13, contribuent à perturber l'action ennemie, jusqu'au retrait des deux cuirassés.
Le 18 novembre de la même année, le Animoso, le Abba, le Ardente et le Audace bombardent les lignes autrichiennes entre Caorle et Revedoli.
Le 28 novembre, les Animoso, Ardente, Ardito, Abba, Audace, Orsini, Acerbi, Sirtori et Stocco, ainsi que les croiseurs éclaireurs Aquila et Sparviero, quittent Venise et, avec quelques hydravions de reconnaissance, poursuivent une formation autrichienne, composée des destroyers SMS Dikla, SMS Streiter et SMS Huszar et de quatre torpilleurs, qui a bombardé le chemin de fer près de l'embouchure du Metauro. Les navires italiens doivent abandonner la poursuite lorsqu'ils atteignent le cap Kamenjak, trop proche de Pula.
Le 7 février 1918, le Audace, le Abba et le Animoso quittent Venise à 10h45 et remorquent au "point O" (20 milles nautiques (37 km) à l'ouest de Susak en Croatie) le MAS destiné à l'action qui sera plus tard connue sous le nom de camouflet de Bakar. Lorsqu'ils atteignent le "point O", les trois destroyers cèdent leurs remorques aux torpilleurs 12 PN, 13 PN et 18 PN et se positionnent à une cinquantaine de milles nautiques (92 km) d'Ancône, afin de soutenir le MAS une fois de retour.
Dans la nuit du 1er au 2 juillet 1918, les destroyers Audace, Acerbi, Orsini, Sirtori, Stocco, Missori et La Masa fournissent un appui à distance à une formation (torpilleurs 64 PN, 65 PN, 66 PN, 40 PN et 48 OS, plus, en soutien, le Climene et le Procione) qui bombardent les lignes austro-hongroises entre Cortellazzo et Caorle puis simule un débarquement (torpilleurs 15 OS, 18 OS et 3 PN et pontons de débarquement factices en remorque) pour distraire les troupes ennemies. Le groupe de destroyers se heurte également aux destroyers austro-hongrois SMS Csikos et SMS Balaton ainsi qu'à deux torpilleurs. Après un bref échange de coups de feu au cours duquel les navires ennemis, notamment le SMS Balaton, subissent quelques dommages, les unités italiennes peuvent poursuivre leur tâche, tandis que les unités autrichiennes se replient vers Pula.
Le Audace joue un rôle de premier plan dans les opérations de la Regia Marina concernant l'armistice de Villa Giusti. Le 3 novembre 1918, le navire appareille de Venise avec les destroyers La Masa, Missori et Fabrizi (qui sont rejoints plus tard par les torpilleurs Climene et Procione, partis de Cortellazzo) et met le cap sur Trieste, où la formation arrive à 16h10 en débarquant 200 cyclistes Bersaglieri et le général Carlo Petitti di Roreto (qui se trouve à bord du Audace), qui proclame l'annexion de la ville à l'Italie,,. Le Audace est le premier navire italien à accoster à Trieste.
Après s'être rendu à Zadar le 7 novembre pour y débarquer une compagnie de marins et des provisions pour la population civile, le navire revient à Trieste le 10 novembre escorté par les torpilleurs 16 OS et 68 PN et avec à son bord le roi Vittorio Emanuele III de Savoie et les généraux Armando Diaz et Pietro Badoglio, à la suite de quoi l'ancien môle "San Carlo" est rebaptisé môle "Audace" tandis que le front de mer adjacent est rebaptisé "Riva 3 Novembre",,.
Au pied du Phare de la Victoire (Faro della Vittoria) se trouve une ancre qui aurait été celle du Audace. En réalité, il s'agit de l'ancre du R.N. Berenice (l'épave du Audace n'a été retrouvée qu'en 1999).

### Entre les deux guerres
Au milieu du mois, le navire est envoyé à Pula avec le croiseur britannique HMS Dartmouth (1911), et le 17 novembre, le Audace transporte une unité américaine à Rijeka, qui, avec d'autres unités italiennes et serbes, achève l'occupation de la ville,.
Le 23 décembre 1918, le destroyer secourt le navire marchand britannique Queen Elizabeth dans les eaux au large de Šibenik, endommagé par une mine.
Le 24 mars 1919, le Audace, avec à son bord le roi Vittorio Emanuele III, le ministre de la Marine et les présidents des Chambres du Parlement, rencontre la formation de navires austro-hongrois (K.u.k. Kriegsmarine) affectés à l'Italie qui se déplacent de Pula à Venise,.
Entre septembre 1920 et juin 1921, l'unité est affectée à la "Division du Levant" avec laquelle elle est basée à Izmir, puis transférée à Sibenik..
Après une période de travaux d'entretien à l'arsenal de Tarente (en italien: Arsenale militare marittimo di Taranto), le Audace est envoyé à Héraklion (Crète), tandis que de janvier à avril 1923, il est employé par le gouverneur de Tripoli, où il est stationné pendant cette période.
En août de la même année, le navire est envoyé à Tanger pour une mission de la plus grande confidentialité, avec à son bord 12 carabiniers et un maréchal, en raison d'un incident d'ordre public impliquant certains compatriotes et la police de l'Administration internationale de la ville,.
De 1923 à 1928, le Audace est le navire-amiral du département maritime de Tarente, participant à des croisières et des exercices dans le Dodécanèse et la mer Égée pendant les étés (périodes pendant lesquelles il est encadré dans les flottilles de torpilleurs de l'Armada navale).
Affecté à la division spéciale et placé en réserve, le navire est déclassé en torpilleur le 1er octobre 1929, opérant dans le nord de l'Adriatique,. Il est ensuite envoyé à Tripoli, puis en mer Rouge, faisant partie de la division navale de l'Afrique orientale italienne.
Pendant la guerre civile espagnole, en 1937, le Audace effectue quelques missions au large des côtes espagnoles, faisant escale dans les ports de Tanger, Cadix et d'autres villes du bassin occidental de la Méditerranée.
Toujours en 1937, l'unité est modifiée pour pouvoir guider des navires cibles radiocommandés et est ensuite transférée dans le nord de la mer Tyrrhénienne pour servir de navire guide au navire-cible San Marco,.

### Seconde Guerre mondiale
Lorsque l'Italie entre dans la Seconde Guerre mondiale, le Audace est basé à La Spezia.

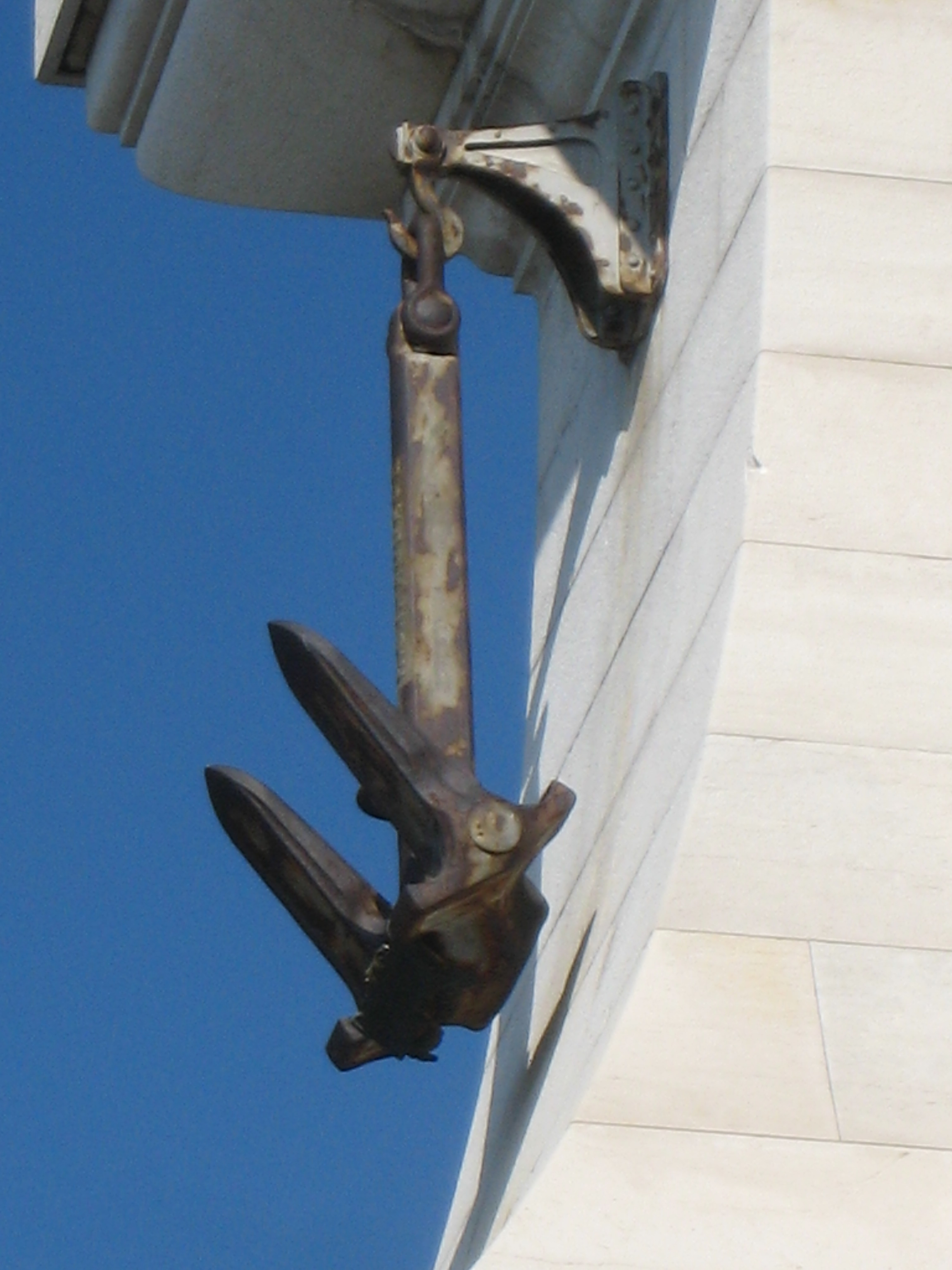
L'ancre à la base du "Faro della Vittoria" à Trieste; on dit que c'est celle du Audace, mais en réalité c'est l'ancre du R.N. Berenice.

Il participe au conflit dans des rôles secondaires, étant un navire vieux et dépassé : son activité principale, pendant 1940 et 1941, consiste en des missions d'entraînement pour le compte de l'école d'artillerie d'abord et ensuite de l'école de sous-marins, toutes deux à Pula, en plus d'un petit nombre de missions anti-sous-marines et d'escorte de convois.
En 1942 et 1943, le Audace, après des transformations qui en font une unité d'escorte anti-aérienne, est plutôt employé principalement à des missions d'escorte, étant toutefois utilisé sur les routes relativement calmes de l'Adriatique.
Lors de la proclamation de l'armistice (Armistice de Cassibile), le 8 septembre 1943, le navire se trouve sur le même quai de Trieste auquel il a donné son nom, et le lendemain, il quitte Trieste pour se rendre à Venise. Le Audace quitte alors la capitale vénitienne pour tenter de se diriger vers le sud, afin de rejoindre un port allié, mais il est contraint par des échecs inattendus de faire demi-tour et de revenir à Venise, où il est capturé par les troupes allemandes.
Incorporé dans la Kriegsmarine en tant que Torpedoboote Ausland ("torpilleurs étrangers") et rebaptisé TA 20, le désormais ex-Audace est employé dans la mer Adriatique au cours des derniers mois de 1943, participant à des missions d'escorte, de pose de mines et à des actions anti-partisanes aux côtés d'autres anciennes unités italiennes, comme le croiseur Niobe et les torpilleurs TA 21 Wildfang et TA 22. La dernière action du navire est la destruction de fabriques d'alcool à Zadar et Sibenik.
Le 1er novembre 1944, le TA 20 et les deux corvettes UJ 202 (ex-Italien Melpomene) et UJ 208 (ex-Italien Spingarda) sont envoyés de Zadar à Rab (Croatie) pour une mission de transport de troupes mais à 19h50 du même jour, les deux corvettes sont repérées au large de Pag par les destroyers britanniques HMS Avon Vale (L06) et HMS Wheatland (L122). A 20h10, les navires britanniques ouvrent le feu à 3 600 mètres et détruisent en peu de temps les deux unités allemandes au cours d'un bref combat. Alors que le HMS Avon Vale commence à secourir les survivants de la première corvette et que le HMS Wheatland achève la destruction de la seconde, le TA 20 intervient, profitant de la surprise initiale et de la direction des unités ennemies. Après avoir changé de cap, cependant, les deux destroyers ont rapidement raison de la vieille unité allemande : le TA 20 est d'abord touché sur le pont avec la mort de son commandant et de ses officiers, puis touché dans la salle des machines ; il essaie de se replier et de s'éloigner, mais, irrémédiablement endommagé, il doit être abandonné par son équipage et coule. Le HMS Avon Vale et le HMS Wheatland sauvent 71 survivants du TA 20, tandis que 20 autres sont sauvés le jour suivant par une unité allemande, qui les débarque à Trieste.

### L'épave duAudace/TA20
L'épave du TA 20 a été découverte en août 1999 par des plongeurs de Trieste, Leonardo Laneve et Mario Arena. L'épave repose par 80 mètres de fond, légèrement inclinée sur le côté bâbord. Les structures externes sont considérablement incrustées mais tous les armements sont clairement visibles et en parfait état de conservation.

## Projet "Audace"
Un groupe de passionnés de plongée, déjà promoteurs de plusieurs événements à succès comme le "Baron Gautsch Event" et "Diving for Sea Shepherd", décide en mai 2015 de rendre le juste hommage à l'histoire de ce navire, qui jouit d'une histoire fascinante même si elle est inconnue de la plupart des gens. Le "Progetto Audace" est donc lancé, composé de deux parties : "Spedizione Audace" et "Evento Audace".

### Expédition Audace
Le "Audace/TA20" est visité par une équipe italienne fin 2015 dans le but de vérifier l'état de l'épave et de produire des vidéos et des photographies.
Ce matériel est ensuite mis à la disposition d'une équipe dans le but de créer un événement illustrant la vie aventureuse de ce destroyer.
La "spedizione Audace" (expédition Audace) est composée de Angelo Colla (chef d'expédition), Davide De Benedictis, Rytis Quodis, Simone Nicolini et du plongeur de réserve Marco Ciani. L'organisation technique est réalisée en collaboration avec Argentario Divers.
Le soir du 7 mai 2016 au théâtre "G. Modena" de Palmanova a lieu une soirée présentée par le journaliste et écrivain Pietro Spirito, qui a présenté la vidéo sur la vie du Audace et surtout qui a accueilli la famille du général Carlo Petitti di Roreto sur scène.
L'événement est organisé par "Coral Sub Palmanova" avec la collaboration de Annalisa Sandri, Marco Ciani, Luca Malaman, Giuseppe Tissino et avec l'aide de CrediFriuli, Reef doo de Nova Gorica, Fiditalia/Pitilino et Artevideo.
La vidéo de la soirée peut être vue sur la page Facebook dédiée à l'événement.

## Sources
- (it) Cet article est partiellement ou en totalité issu de l’article de Wikipédia en italien intitulé « Audace (torpediniera) » (voir la liste des auteurs).